# 杨勇故居
杨勇故居位于中华人民共和国湖南省浏阳市文家市镇，毗邻秋收起义文家市会师旧址，故居始建于清朝同治十二年（1873年），占地面积1500多平方米，建筑面积500多平方米。

## 建筑
杨勇故居是坐北朝南的江南民居建筑，砖木结构，青瓦片，尖顶。

## 保护
2004年，浏阳市将其列为县级文物保护单位。
2011年，湖南省将其列为第九批湖南省文物保护单位。